# Luật tông
Luật tông (zh. lǜzōng, 律宗, ja. ritsu-shū), là một tông phái Phật giáo Trung Quốc do Đạo Tuyên (596-667) thành lập. Giáo pháp của phái này dựa trên Luật tạng của Pháp Tạng bộ (sa. dharmaguptaka), được ghi lại với tên Tứ phần luật. Chủ trương của giáo pháp này là giữ giới luật một cách nghiêm ngặt. Những quy luật này bao gồm 250 quy định cho tăng và 348 cho ni giới. Mặc dù các bộ Luật xuất phát từ Tiểu thừa, nhưng Đại thừa Trung Quốc cũng đều tuân thủ nghiêm túc. Tông này được truyền qua Nhật năm 745.
Theo Đạo Tuyên, việc giữ giới luật là một yếu tố quan trọng trong tu học. Sư nhấn mạnh đến tính quan trọng của việc quy y thế phát và ghi rõ các quy định của đời sống xuất gia.
Luật tông Nhật Bản, xuất phát từ Luật tông Trung Quốc, được Giám Chân (zh. 鑒真, ja. ganjin) Luật sư truyền qua Nhật năm 745. Ngày nay, Luật tông Nhật Bản vẫn còn tồn tại, nhưng không có ảnh hưởng tư tưởng nhiều trong nền Phật giáo tại đây.